# تشارلز تشيستر
تشارلز تشيستر (7 فبراير 1869 - 9 فبراير 1940)  (بالإنجليزية: Charles Chester)‏ هو لاعب كريكت بريطاني (وحمل سابقاً جنسية المملكة المتحدة لبريطانيا العظمى وأيرلندا).